# Hongkong op de Olympische Zomerspelen 1968
Hongkong nam deel aan de Olympische Zomerspelen 1968 in Mexico-Stad, Mexico. Voor de vijfde keer op rij won het geen enkele medaille.

## Deelnemers en resultaten

### Schietsport
| Olympiër        | Discipline             | Resultaat | Prestatie                       |
| --------------- | ---------------------- | --------- | ------------------------------- |
| José Lei        | 50m geweer 3 houdingen | 49e       | 1112 punten: (391-373-348)      |
| José Lei        | 50m geweer liggend     | 77e       | 580 punten: (96-97-97-98-97-95) |
| Peter Rull, Sr. | 50m geweer liggend     | 71e       | 582 punten: (97-98-97-99-94-97) |
| Young Kwok Wai  | 25m snelvuurpistool    | 56e       | 517 punten: (241-276)           |

### Zeilen
| Olympiër                              | Discipline      | Resultaat | Prestatie                          |
| ------------------------------------- | --------------- | --------- | ---------------------------------- |
| Neil Pryde Peter Gamble               | flying dutchman | 14e       | 108 punten: (11-13-15-8-21-16-9)   |
| John Park Paul Coope William Turnbull | dragon klasse   | 19e       | 135 punten: (20-12-20-15-13-22-19) |

### Zwemmen
| Olympiër               | Discipline           | Resultaat | Prestatie              |
| ---------------------- | -------------------- | --------- | ---------------------- |
| Andrew Loh             | 100m vrije slag (m)  | 59e       | serie 2: 6de in 1.00,7 |
| Robert Loh             | 100m vrije slag (m)  | 60e       | serie 6: 6de in 1.01,1 |
| Wong Man Chiu "Ronnie" | 100m vrije slag (m)  | 46e       | serie 3: 6de in 58,0   |
| Andrew Loh             | 200m vrije slag (m)  | 52e       | serie 8: 5de in 2.15,8 |
| Robert Loh             | 200m vrije slag (m)  | 54e       | serie 5: 7de in 2.16,2 |
| Wong Man Chiu "Ronnie" | 200m vrije slag (m)  | 51e       | serie 4: 7de in 2.15,0 |
| Andrew Loh             | 400m vrije slag (m)  | 34e       | serie 5: 7de in 5.03,6 |
| Robert Loh             | 400m vrije slag (m)  | 37e       | serie 2: 7de in 5.10,1 |
| Wong Man Chiu "Ronnie" | 400m vrije slag (m)  | 35e       | serie 3: 6de in 5.05,7 |
| Wong Man Chiu "Ronnie" | 100m rugslag (m)     | 33e       | serie 2: 7de in 1.11,3 |
| Wong Man Chiu "Ronnie" | 200m rugslag (m)     | 29e       | serie 5: 5de in 2.38,6 |
| Andrew Loh             | 100m vlinderslag (m) | 45e       | serie 1: 7de in 1.06,5 |
| Robert Loh             | 100m vlinderslag (m) | 44e       | serie 5: 7de in 1.06,5 |
| Andrew Loh             | 200m wisselslag (m)  | 44e       | serie 7: 6de in 2.42,0 |
| Robert Loh             | 200m wisselslag (m)  | 41e       | serie 5: 7de in 2.39,3 |
| Wong Man Chiu "Ronnie" | 200m wisselslag (m)  | 39e       | serie 2: 4de in 2.36,1 |

Afghanistan · Algerije · Amerikaanse Maagdeneilanden · Argentinië · Australië · Bahama's · Barbados · België · Bermuda · Birma · Bolivia · Bondsrepubliek Duitsland · Brazilië · Brits-Honduras · Bulgarije · Canada · Centraal-Afrikaanse Republiek · Ceylon · Chili · Colombia · Congo-Kinshasa · Costa Rica · Cuba · Denemarken · Dominicaanse Republiek · Duitse Democratische Republiek · Ecuador · El Salvador · Ethiopië · Fiji · Filipijnen · Finland · Frankrijk · Ghana · Griekenland · Groot-Brittannië · Guatemala · Guinee · Guyana · Honduras · Hongarije · Hongkong · Ierland · IJsland · India · Indonesië · Irak · Iran · Israël · Italië · Ivoorkust · Jamaica · Japan · Joegoslavië · Kameroen · Kenia · Koeweit · Libanon · Libië · Liechtenstein · Luxemburg · Madagaskar · Maleisië · Mali · Malta · Marokko · Mexico · Monaco · Mongolië · Nederland · Nederlandse Antillen · Nicaragua · Nieuw-Zeeland · Niger · Nigeria · Noorwegen · Oeganda · Oostenrijk · Pakistan · Panama · Paraguay · Peru · Polen · Portugal · Puerto Rico · Roemenië · San Marino · Senegal · Sierra Leone · Singapore · Soedan · Sovjet-Unie · Spanje · Suriname · Syrië · Taiwan · Tanzania · Thailand · Trinidad en Tobago · Tunesië · Turkije · Tsjaad · Tsjecho-Slowakije · Uruguay · Venezuela · Verenigde Arabische Republiek · Verenigde Staten · Vietnam · Zambia · Zuid-Korea · Zweden · Zwitserland